# Obsjtina Elena
Obsjtina Elena (bulgariska: Община Елена) är en kommun i Bulgarien.   Den ligger i regionen Veliko Tărnovo, i den centrala delen av landet, 210 km öster om huvudstaden Sofia.
Obsjtina Elena delas in i:
- Bebrovo
- Kamenari
- Konstantin
- Majsko

Följande samhällen finns i Obsjtina Elena:
- Ruchovtsi